# 日本重盘吸虫
日本重盘吸虫（学名：Diplodiscus japonicus）为重盘科重盘属的动物。分布于日本以及中国大陆的福建、吉林、广东等地，营寄生生活，终末宿主日本大鲵、浮蛙、泽蛙、黑斑蛙、虎纹蛙以及粗皮蛙。